# Aksel Hennie
Aksel Hennie (Oslo, 29 oktober 1975) is een Noors acteur, regisseur en scenarioschrijver. Hij is bekend om zijn rol als de verzetsstrijder Max Manus in de film Max Manus. Hiervoor heeft hij in 2009 de Noorse filmprijs Amanda voor de beste acteur gekregen. Dit was zijn derde Amanda. Al in 2003 kreeg hij de eerste voor zijn hoofdrol in de film Jonny Vang en in 2005 zijn tweede voor de beste regie van de film Uno.
Aksel Hennie was van 2009 tot 2013 samen met de Noorse zangeres Tone Damli Aaberge.

## Filmografie
- 1732 Høtten (1998)
- One Night with You (1998)
- Fort Forover (2000)
- Spenn (2001)
- Anolit (2002)
- Guggen - Du store gauda (2002)
- Buddy (2003)
- Ulvesommer  (2003)
- Jonny Vang (2003)
- Uno (2004)
- Hawaii, Oslo (2004)
- Den som frykter ulven (2004)
- Si at alt går bra (2004)
- De vanskeligste ordene i verden (2005)
- Hvis jeg faller (2006)
- Max Manus (2008)
- Kurt blir grusom (2008)
- I et speil i en gåte (2008)
- Lønsj (2008)
- En ganske snill mann (2010)
- Hodejegerne (2011)
- Age of Heroes (2011)
- 90 minutter (2012)
- Pioneer (2013)
- Hercules (2014)
- The Martian (2015)
- Last Knights (2015)
- Ekspedisjon Knerten (2017)
- The Cloverfield Paradox (2018)
- Mordene i Kongo (2018)
- The Doorman (2020)
- I onde dager (2021)
- Sisu (2022)

## Televisieseries
- Torpedo (2007)
- Der Kommissar und das Meer (2008)
- 24: Live Another Day (2014)
- Nobel (2016)
- White Wall (2020)